# Mor gifter sig
Mor gifter sig är en roman från 1936 av Moa Martinson, första gången utgiven på Albert Bonniers Förlag.  Boken är en självbiografisk barndomsskildring.
Mor gifter sig är den första i en trilogi och handlar om flickan Mia i sekelskiftets klassamhälle. Den har beskrivits som en kontrast till 1930-talets "pojkbiografier".

## Filmatiseringar
Romanen filmatiserades som TV-serie 1979. Serien regisserades av Per Sjöstrand. Rollen som Mia spelas av Nina Ullerstam, rollen som Hedvig av Gurie Nordwall och rollen som Albert av Hans Wigren.